# 한현서
한현서(2004년 1월 2일 ~ )는 대한민국의 축구 선수로 포지션은 센터백이며 현재 K리그1 포항 스틸러스 소속이다.